# Печенка, Фердинанд
Фердина́нд Пе́ченка (чеш. Ferdinand Pečenka; 9 февраля 1908, Кренско, Австро-Венгрия, ныне Крнско Чехия — 4 октября 1972, Прага, Чехословакия, ныне Чехия) — чешский кинооператор.

## Биография
В кино с 1924 года. Работал с такими режиссёрами, как Карел Плицка, Отакар Вавра, Вацлав Кршка, Иржи Трнка, Мартин Фрич и другими. Снимал игровые, документальные и анимационные картины. Большое внимание уделял в фильмах пейзажу, становившемуся одним из участников драматического действия.

## Избранная фильмография

### Оператор
- 1936 — Яношик / Jánošík
- 1936 – Верблюд — через игольное ушко / Velbloud uchem jehly
- 1938 — Философская история / Filosofská historie
- 1940 — Майская сказка / Pohádka máje
- 1940 — Любовница в маске / Maskovana milenka
- 1941 — Ночной мотылёк / Noční motýl
- 1951 — Посланник зари / Posel úsvitu
- 1952 — Миколаш Алеш / Mikoláš Aleš
- 1952 — Сплавщики / Plavecký mariáš
- 1953 — Молодые годы / Mladá léta
- 1953 — Луна над рекой / Měsíc nad řekou
- 1955 — Из моей жизни / Z mého zivota
- 1957 — Школа отцов / Škola otců
- 1958 — Звезда едет на юг / Hvězda jede na jih